# Gemeindehaus (Kommune)
Ein Gemeindehaus ist ein Haus mit Bezug zur Gemeinde. Die Bezeichnung hat je nach Land verschiedene Bedeutungen.

## Schweiz

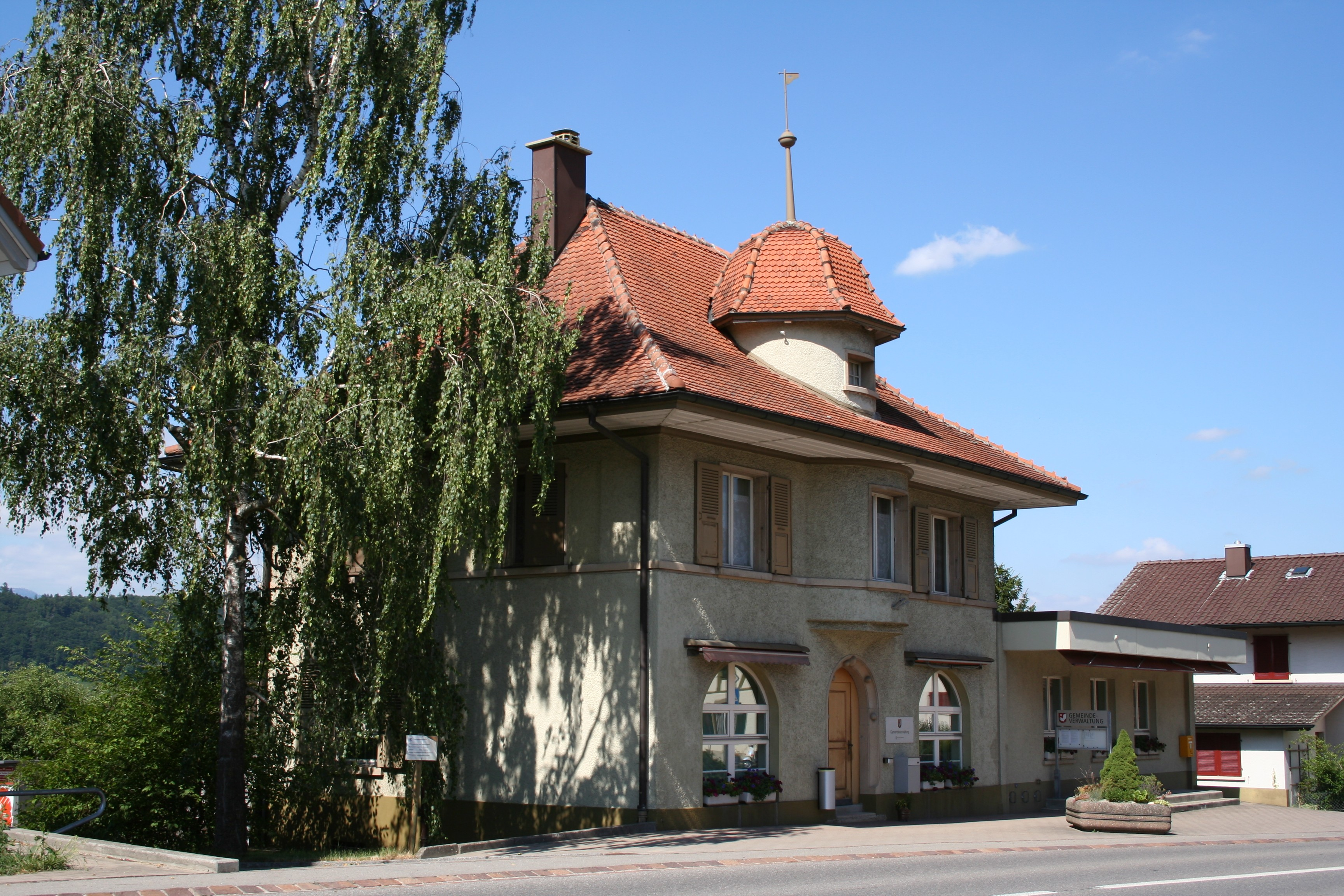
Gemeindehaus Büetigen

In der Schweiz wird der Sitz der Gemeindeverwaltung als Gemeindehaus bezeichnet. Im Gemeindehaus, dem Sitz der Exekutive einer politischen Gemeinde, befinden sich gewöhnlich alle Verwaltungsstellen mit Publikumsverkehr, das Einwohnerkontrolle, das Zivilstandsamt und die Finanzverwaltung, der Polizeiposten kann sich auch in diesem Gebäude befinden. Die Räumlichkeiten der Exekutive sind oft relativ beschränkt, da die Exekutivämter in kleineren Gemeinden in der Regel ehrenamtlich besetzt sind.

Das Gemeindehaus einer Stadtgemeinde nennt sich Stadthaus. Vom Stadthaus wird das Rathaus unterschieden, im letzteren versammelt sich die Legislative des Ortes. Da in den meisten Gemeinden der Schweiz die Legislative die ein- oder zweimal jährlich zusammentretende Gemeindeversammlung ist, gibt es dort kein Rathaus.

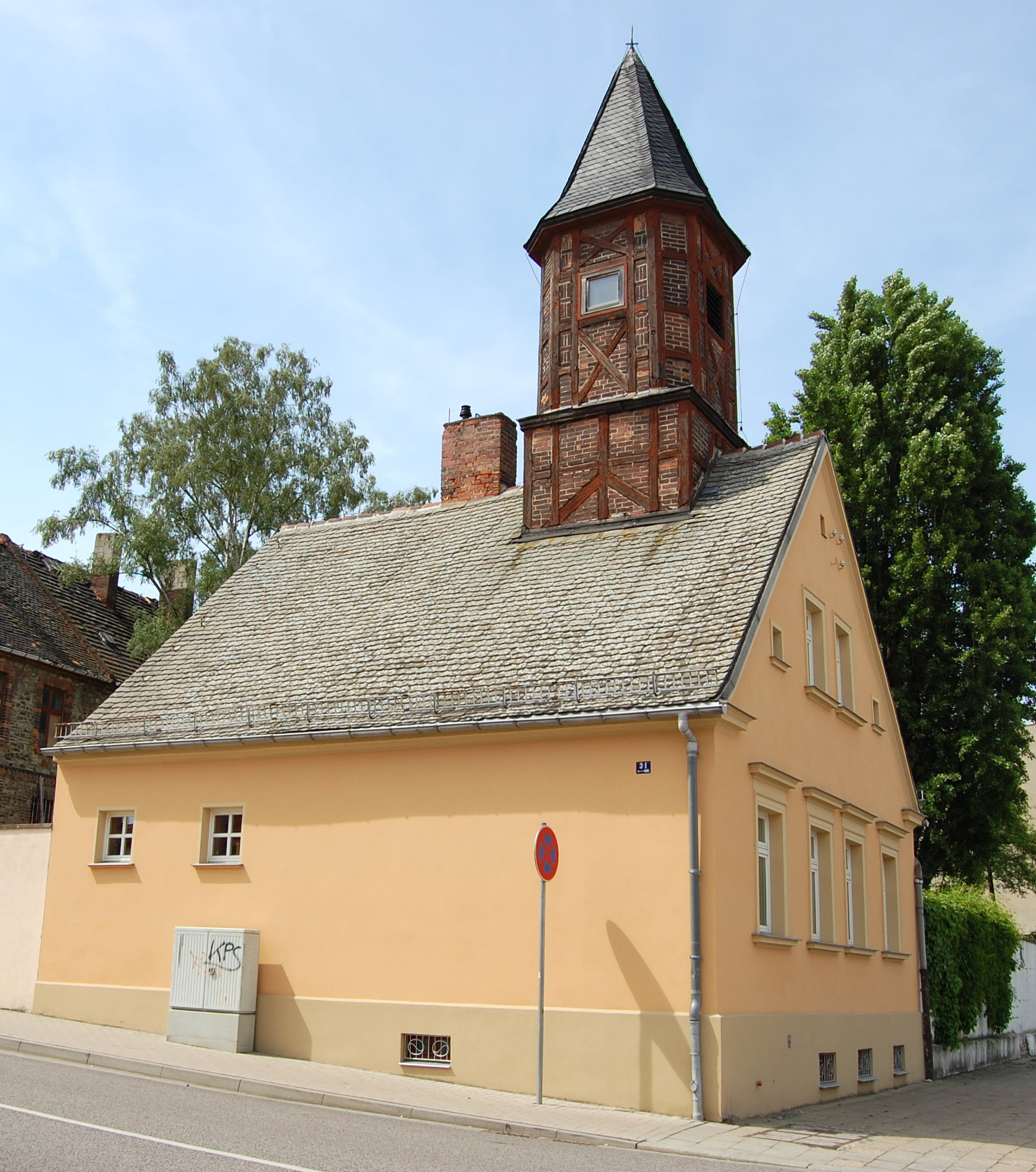
Gemeindehaus Westerhüsen

## Deutschland
In Deutschland wird der Sitz der Gemeindeverwaltung als Rathaus bezeichnet. Ein Beispiel für ein historisches kommunales Gebäude mit Namen Gemeindehaus als Wohnhaus für Gemeindebedienstete ist das Gemeindehaus Westerhüsen.
Einige Gemeinden, insbesondere Ortsgemeinden, besitzen auch (säkulare) Gemeindehäuser als Veranstaltungsort für Gemeinde, Bürger und Vereine; diese werden zuweilen – manchmal in Abgrenzung zum kirchlichen Gemeindehaus – auch Dorfgemeinschaftshaus, Bürgerhaus oder Bürgerzentrum genannt.

### Geschichte
Gemeindehäuser waren gemäß Anordnungen zur Brandverhütung des 18. Jahrhunderts im Kurfürstentum Trier und weiterer Kurfürstentümer des Heiligen Römischen Reiches Aufbewahrungsorte für die von den Gemeinden anzuschaffenden Geräte zur Brandbekämpfung (Brandleitern, Feuerhaken, Brandeimer).

## Österreich

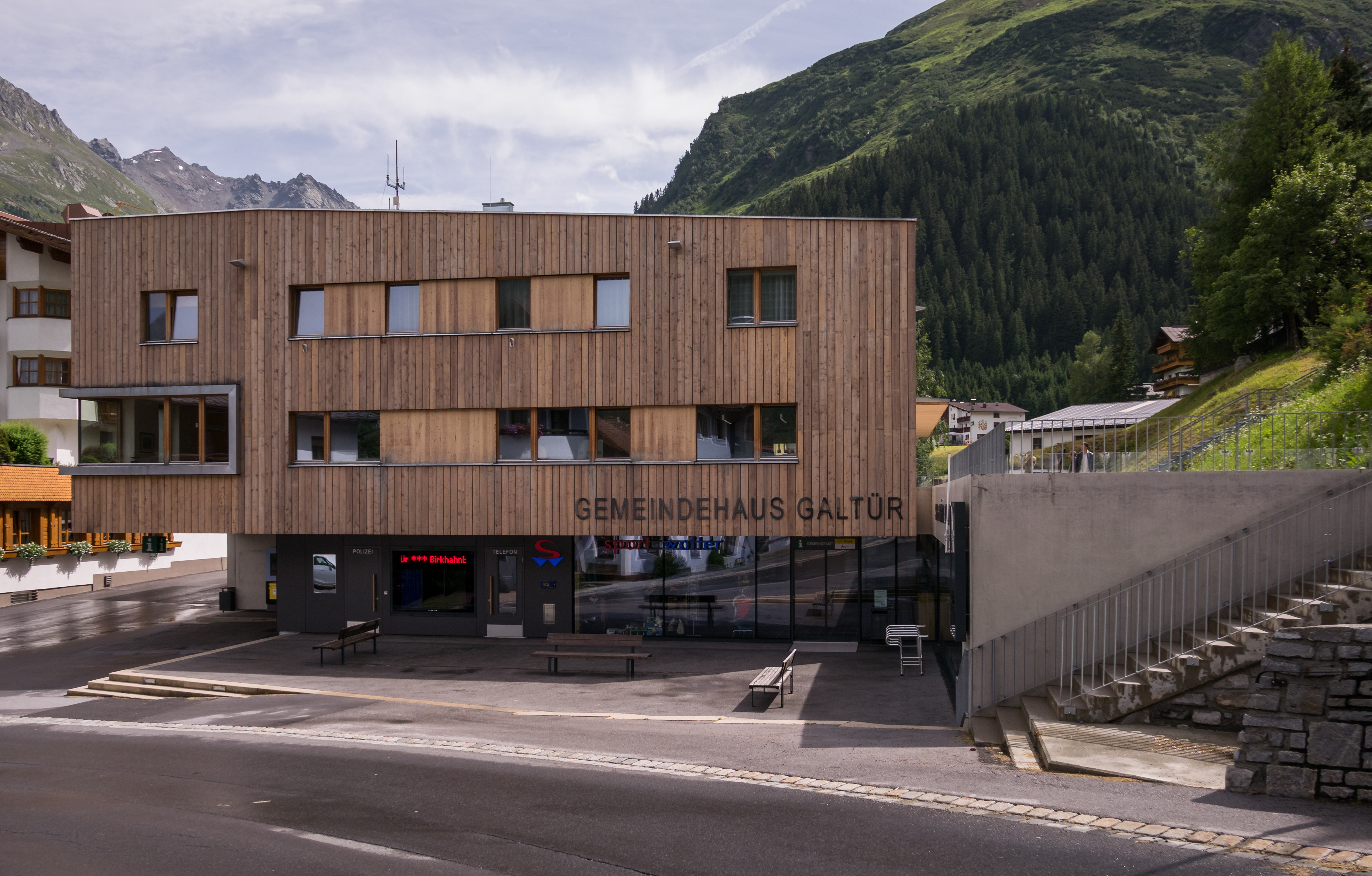
Gemeindehaus Galtür, Tirol

In Österreich wird der Sitz der Gemeindeverwaltung als Gemeindeamt oder Rathaus bezeichnet.